# Puigcogull
El Puigcogull és una muntanya de 618 metres que es troba al municipi d'Olvan, a la comarca catalana del Berguedà.